# Wendy Rene
Wendy Rene, artistnamn för Mary Frierson, senare Mary Cross, född 1947 i Memphis, Tennessee, död 16 december 2014, var en amerikansk soulsångerska och låtskrivare som hade en rad mindre hits i mitten av 1960-talet. När hon inledde hon sin solokarriär valde hon scennamnet Wendy Rene, efter förslag av Stax-artisten Deannie Parker.
Som tonåring var hon, tillsammans med sin bror Johnnie Frierson och vännerna Marianne Brittenum och Wilbur Mondie, medlem i vokalgruppen The Drapels som signades av skivbolaget Stax Records. I augusti 1964 valde Stax att släppa singeln After Laughter (Come Tears) i Wendy Renes namn, vilket fick The Drapels att splittras. Låten kom att följas av ett antal singlar, men ingen nådde debutsingelns säljsiffror. Den har senare använts som soundtrack i filmen Lucky Number Slevin, samplats i Wu Tang Clan-låten Tearz samt spelats in i coverversioner av bland andra Alicia Keys och Lykke Li.

## Diskografi

### Singlar
- 1964 Wondering/Please Don't Leave (med The Drapels)
- 1964 Young Man/Your Love Is All I Need (med The Drapels)
- 1964 After Laughter (Comes Tears)
- 1964 Bar-B-Q
- 1965 Give You What I Got/Reap What You Sow
- I Wish I Were That Girl